# Балка Суходіл (притока Сіверського Дінця)
Балка Суходіл — балка (річка) в Україні у Слов'яносербському районі Луганської області. Права притока річки Сіверського Дінця (басейн Дону

## Опис
Довжина балки приблизно 20 км, найкоротша відстань між витоком і гирлом — 16,69 км, коефіцієнт звивистості річки — 1,20 . Формується декількома балками та загатами. На деяких ділянках балка пересихає.

## Розташування
Бере початок на південно-західній стороні від села Кримське. Тече переважно на північний схід і на північно-східній околиці селища Слов'яносербськ впадає в річку Сіверського Дінця, праву притоку річки Дону.

## Цікаві факти
- Біля гирла балку перетинає автошлях Т 1315[3] (автомобільний шлях територіального значення в Луганській області. Проходить територією Новоайдарського, Слов'яносербського та Перевальського районів через Райгородок — Слов'яносербськ — Зимогір'я — Іванівське — Михайлівку. Загальна довжина — 56,2 км.).
- У XX столітті на балці існували станція перекачки та газова свердловина[2].